# Elena Lascu
Elena Lascu (n. 20 februarie 1925, Galați, România – d. 25 ianuarie 1982, București, România) a fost un demnitar comunist. Născută Elena Iordăchescu, a fost de profesie economist și a devenit membru al Comitetului Central al Partidului Muncitoresc Român în perioada 1955-1965. Elena Lascu a fost deputat în Marea Adunare Națională în sesiunile din perioada 1952-1965.
Elena Lascu a fost nepoata demnitarului comunist Theodor Iordăchescu. A avut o fată - Lascu Irina (n. 1951 - d. 2003).

## Distincții
- Ordinul „23 August” clasa a IV-a (12 august 1959) „pentru merite deosebite în opera de construire a socialismului”[2]
- Ordinul „Steaua Republicii Populare Romîne” clasa a III-a (18 august 1964) „pentru merite deosebite în opera de construire a socialismului, cu prilejul celei de a XX-a aniversări a eliberării patriei”[3]
- Ordinul „Tudor Vladimirescu” clasa a V-a (30 aprilie 1966) „cu prilejul celei de-a 45-a aniversări de la înființarea Partidului Partidului Comunist din România, pentru merite deosebite în opera de construire a socialismului”[4]
- Medalia A 5 - a Aniversare a R. P. R.